# مسعى التنين: شعار روتو
سيرة مسعى التنين: شعار روتو (ドラゴンクエスト列伝 ロトの紋章 دوراغون كويستو ريتسودين: روتو نو مونشو) أو كما تعرف باسم مسعى التنين: شعار روتو هي سلسلة مانغا لتشياكي كاواماتا (نظرة عامة على العالم) وجونجي كوياناغي (حوار) و‌كاموي فوجيوارا (رسم). أُصدر في اليابان فيلم أنمي مقتبس من المانغا في 20 أبريل 1996. قصتها تحدث بين مسعى التنين 3 وألعاب مسعى التنين. حتى مايو 2017، باعت السلسلة 20 مليون نسخة.

## الحبكة
بعد سيطرة الوحوش على ملك كارمن قبل سبع سنوات من بداية القصة، سقطت المملكة في أيدي جيوش الشر. الناجيان الوحيدان كانا آروس ابن الملك - سليل البطل روتو - ولونافريا ابنة قائد الجيش. في الوقت الحاضر في مملكة لوران، وُلد طفل وعُمِّد باسم "غاجان"، وفقًا لأوامر السيد الشيطاني إماجن. يبدأ آروس رحلته مع لونافريا حتى يهزم الوحوش المسيطرة على مملكة كارمن ويعيد السلام إلى العالم.

## وصلات خارجية
- مسعى التنين: شعار روتو على موقع ANN manga (الإنجليزية)

 (بالإنجليزية) (بالإنجليزية)
- الموقع الرسمي
- الموقع الرسمي